# Фест Реклингхаузен
Фест Реклингхаузен (на немски: Vest Recklinghausen; Fest Recklinghausen) е територията на административно-съдебния окръг (Gogericht) в град Реклингхаузен в Северен Рейн-Вестфалия, Германия. Той е бил светска територия на архиепископите на Кьолн.
През 1228 г. е споменат за първи път като съд (Gogericht) и като „Фест“ за пръв път в документ през 1338 г.
Резиденциите на куркьолнския щатхалтер Фест Рекклингхаузен бил замък Хертен в Северен Рейн-Вестфалия, на обер-келера на Фест – замък Хорнебург в Дателн в Рурска област.

- Замък Хертен
- Замък Хорнебург